# АЕС Джервіс-Бей
Атомна електростанція Джервіс-Бей — запропонована атомна електростанція на території Джервіс-Бей, федеральній території Австралії, що прилягає до південного узбережжя штату Новий Південний Уельс. Це була б перша атомна електростанція в Австралії, і це єдина пропозиція, яку серйозно розглянули уряди станом на травень 2023 року. Деякі екологічні дослідження та роботи на місці були завершені, а також оголошено та оцінено два раунди тендерів, але уряд Австралії врешті-решт вирішив не продовжувати проєкт через передбачувану вартість та відкриття нових мінеральних та вуглеводневих ресурсів.

## Історія
У 1969 році австралійський уряд запропонував уряду Нового Південного Уельсу побудувати атомну електростанцію потужністю 500 МВт на території Співдружності та підключити її до мережі Нового Південного Уельсу, а відповідно до конституції Австралії виробництво та розподіл електроенергії є відповідальністю держави. Можливими місцями були Австралійська столична територія та Джервіс-Бей. План, підтриманий Комісією з атомної енергії Австралії, стосувався конструкції реактора, який міг би генерувати збройовий плутоній, що, можливо, відображало довгостроковий інтерес Австралії до отримання ядерної зброї після Другої світової війни.
У грудні 1969 року чотирнадцяти організаціям надіслали запрошення висловити інтерес до будівництва атомної електростанції в Джервіс-Бей. Тендерна документація була видана в лютому 1970 року, тендери закривалися в червні. Отримали чотирнадцять тендерів від семи різних організацій. Близько 70 співробітників були залучені повний робочий день до оцінки тендерів, головним чином з Комісії з атомної енергії Австралії та Комісії з електроенергії Нового Південного Уельсу. Понад 150 інших співробітників відігравали значну роль за сумісництвом. У результаті була написана рекомендація щодо акцепту тендеру на поставку парогенеруючого важководного реактора (SGHWR) потужністю 600 МВт від британської організації The Nuclear Power Group.

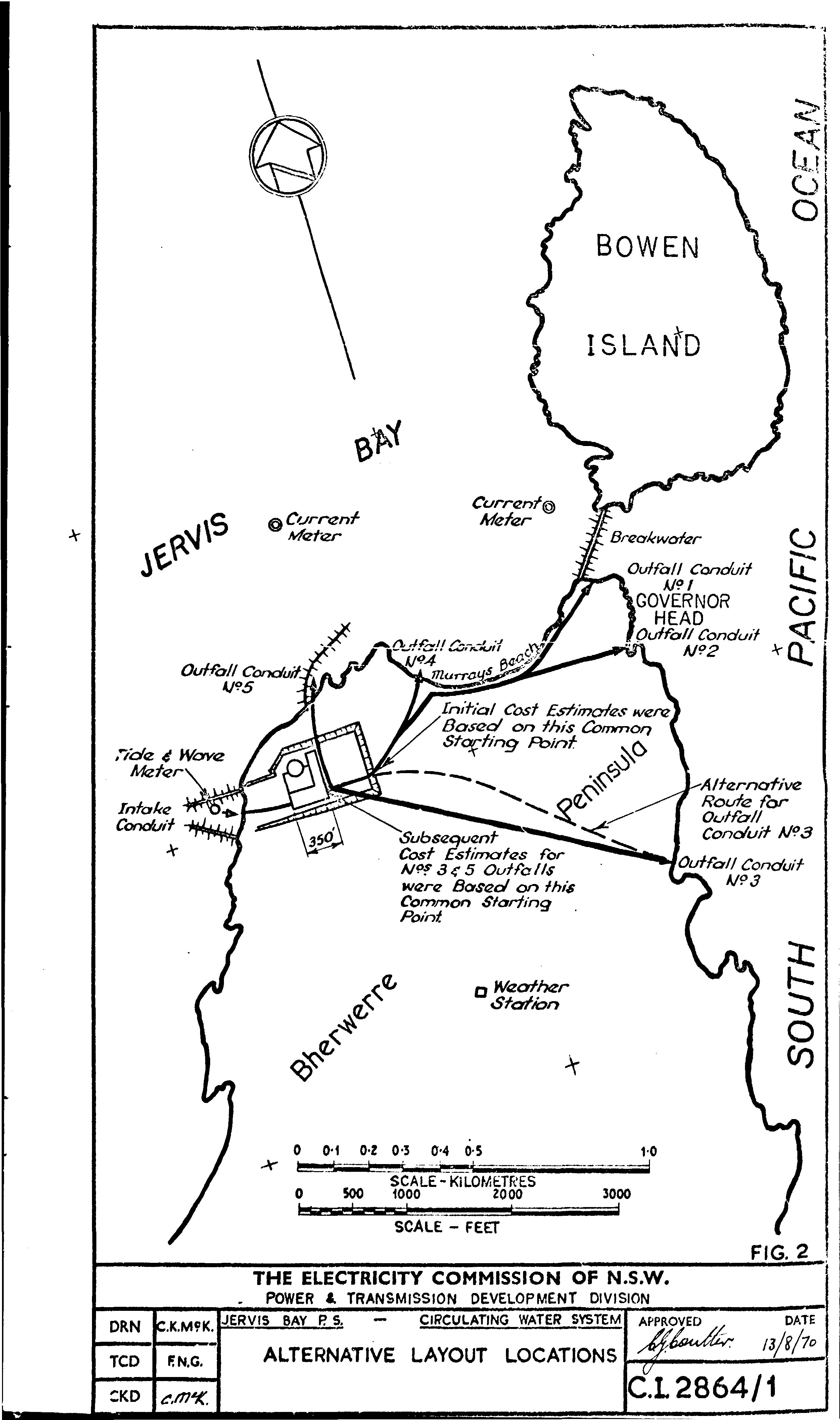
Пропонована схема розміщення реактора потужністю 500 МВт на Муррейс-Біч (бл. 1970 р.)

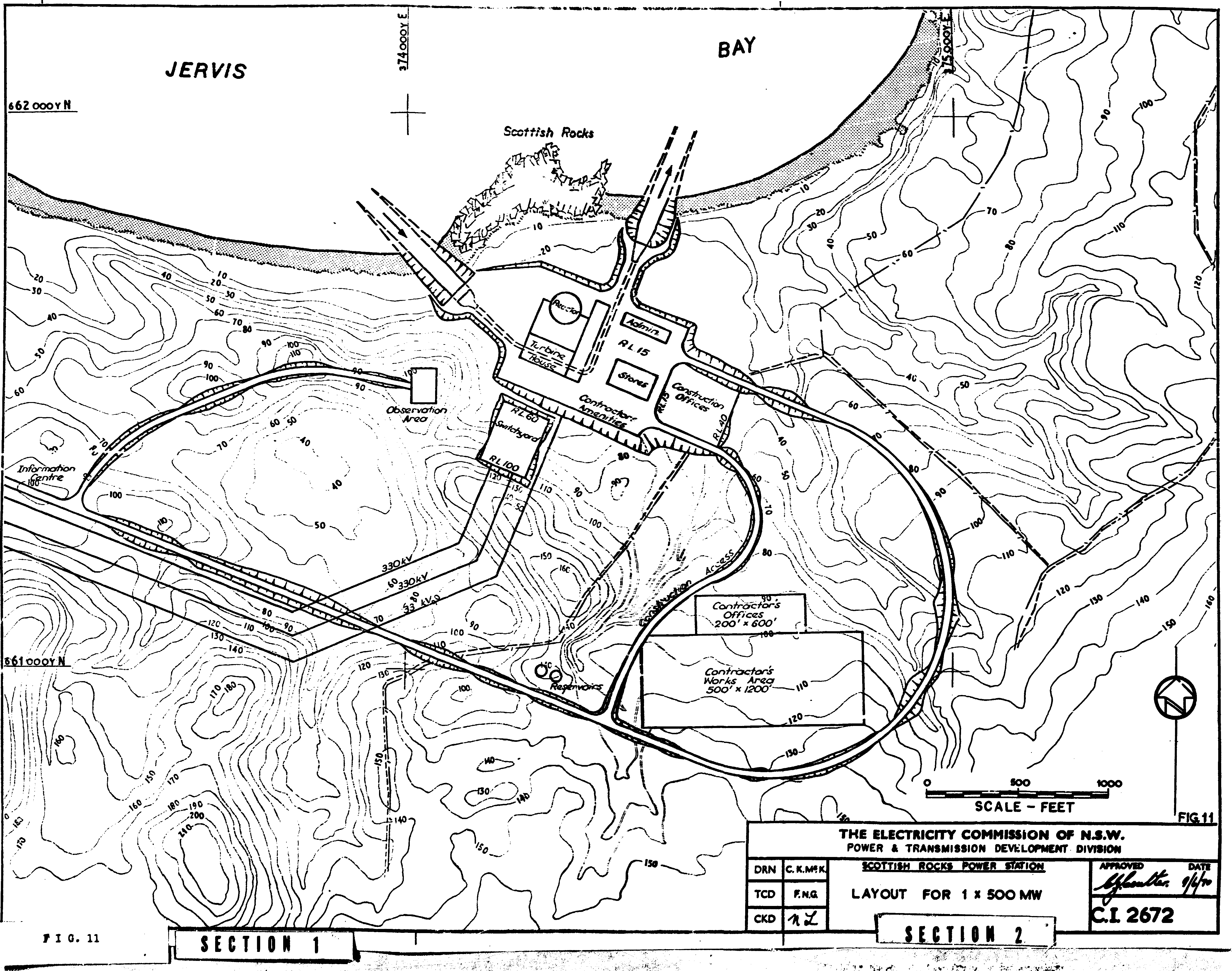
Запропонована схема розміщення реактора потужністю 500 МВт у Скотіш-Рокс (бл. 1970 р.)

### Відмова від пропозиції
Перед тим, як була зроблена ця рекомендація, відбулася зміна прем'єр-міністра, але не уряду. Джон Гортон був прихильником проєкту. У березні 1971 року Гортона змінив на посаді прем'єр-міністра Вільям Макмехон. Макмехон виступив проти ядерно-енергетичної програми, і проєкт відклали на рік, посилаючись на фінансові обмеження: казначейство підготувало перший комплексний порівняльний аналіз витрат у 1971 році та дійшло висновку, що атомна електростанція буде набагато дорожчою, ніж звичайна вугільна електростанція.
Після відкриття родовищ природного газу та нафти в Бассовій протоці, а також розробки економічних ресурсів вугілля більшість стимулів енергетичної безпеки зникла. Тендери відкликали, але знову відклали та практично скасували в червні 1971 року. Такі організації, як Всесвітній союз захисту життя, Екологічна дія та Товариство відповідальності в науці, повідомляли про небезпеку, пов'язану з ядерною енергетикою.
Під час підготовки до будівництва розчистили землі та встановили бетонні фундаменти. Фундаменти видно донині.